# 10318 Sumaura
10318 Sumaura este un asteroid din centura principală de asteroizi.

## Descriere
10318 Sumaura este un asteroid din centura principală de asteroizi. A fost descoperit pe 15 octombrie 1990 la Minami-Oda de Toshiro Nomura și Koyo Kawanishi. Asteroidul prezintă o orbită caracterizată de o semiaxă mare de 2,34 ua, o excentricitate de 0,27 și o înclinație de 4,5° în raport cu ecliptica.